# Gerganiya Beckitt
Amber Gerganiya Beckitt, nach Heirat Amber Gerganiya Shelley, (* 25. November 1940 in Sydney) ist eine ehemalige australische Schwimmerin. Sie gewann bei den British Empire and Commonwealth Games 1958 in Cardiff die Silbermedaille mit der 4-mal-110-Yards-Lagenstaffel.

## Sportliche Karriere
Gerganiya Beckitt trat bei den Olympischen Spielen 1956 in Melbourne im 100-Meter-Rückenschwimmen an und belegte den achten Platz. Zwei Jahre später erreichte sie bei den British Empire und Commonwealth Games ebenfalls den Endlauf über die hier geschwommene 110-Yards-Rückenstrecke und belegte den sechsten Platz. Die australische Lagenstaffel in der Besetzung Beckitt, Barbara Evans, Beverley Bainbridge und Alva Colquhoun erschwamm die Silbermedaille hinter der englischen Staffel.
1960 bei den olympischen Schwimmwettbewerben 1960 in Rom wurde zunächst der Vorlauf in der Lagenstaffel ausgetragen. Gerganiya Beckitt, Rosemary Lassig, Jan Andrew und Ilsa Konrads qualifizierten sich als Vierte ihres Vorlaufs für das Finale. Im Endlauf schwammen dann Marilyn Wilson, Rosemary Lassig, Jan Andrew und Dawn Fraser und verbesserten die Vorlaufzeit um fast zehn Sekunden. Es siegte die Staffel aus den Vereinigten Staaten in Weltrekordzeit, mit 4,8 Sekunden Rückstand gewannen die Australierinnen die Silbermedaille vor den nahezu zeitgleich ins Ziel kommenden Staffeln aus Deutschland und aus den Niederlanden. Medaillen für Einsätze in Vorläufen gab es 1960 noch nicht. Zwischen Vorlauf und Endlauf der Lagenstaffel wurden die Vorläufe über 100 Meter Rücken abgehalten. Gerganiya Beckitt und Marilyn Wilson konnten sich als 14. und 15. der Vorläufe nicht für den Endlauf qualifizieren.